# 臺中市日僑學校
台中市日僑學校（日语：台中日本人学校）是一所位於台灣台中市大雅區的日僑學校，1976年成立。

## 校園歷史
1976年，「台中日語補習學校」成立，並於4月開學。1976年，日本政府與臺灣教育部核准成立該學校。學校隨後更名為「私立臺中市日僑學校」。
1980年，台北日本人學校臺中分校的第一批學生畢業，同時日文校名更為。1981年，校舍遷至臺中縣太平市（今臺中市太平區），中文校名也改為「臺中縣日僑學校」。
1999年，校舍受九二一大地震而嚴重損壞，校方因而向天使幼稚園借用校舍授課，隨後遷移到臨時校舍。2001年2月，位於臺中縣大雅鄉（今臺中市大雅區）的新校舍完工，學校也隨之遷移。在2002年9月，時值九二一大地震三週年，前總統李登輝參訪臺中縣日僑學校。
2011年，配合縣市改制，中文校名更為「臺中市日僑學校」後至今。
2020年2月5日到24日，新冠肺炎疫情使學校臨時關閉，同時影響到當年的開學時間。2021年5月24日，基於19日發布的停課令，日僑學校暫停實體入校、改採線上授課。直到8月16日的下學期開始，才重新接受實體入校。

## 歷任校長
- 浦幸子
- 廣瀨孝二
- 松尾功子

## 扩展阅读
日文
- 土肥 豊 (大阪綜合保育大學（日语：大阪総合保育大学）/Osaka University of Comprehensive Children Education). "台湾の日本人学校の現状と課題" ("The Present Situation and the Problems of the Japanese Schools in Taiwan";Archived 2015-04-10 at WebCite). 大阪綜合保育大學紀要 (Journal of Osaka University of Comprehensive Children Education) (5), 153-172, 2011-03-20. 大阪綜合保育大學. See profile at（页面存档备份，存于） CiNii. 有英文摘要. 大阪綜合保育大學圖書館有本條目。

## 外部連結
- 官方网站